# Saison 3 de Cold Case : Affaires classées
Chronologie
Saison 2 Saison 4
Cet article présente le guide de la troisième saison de la série télévisée américaine Cold Case : Affaires classées.

## Distribution de la saison

### Acteurs principaux
- Kathryn Morris (V. F. : Stéphanie Lafforgue) : Lillian « Lilly » Rush
- Danny Pino (V. F. : Xavier Fagnon) : Scotty Valens
- John Finn (V. F. : Jean-Luc Kayser) : John Stillman
- Jeremy Ratchford (V. F. : Bruno Dubernat) : Nick Vera
- Thom Barry (V. F. : Gérard Dessalles) : Will Jeffries
- Sarah Joy Brown : Josie Sutton (épisodes 1 à 5)
- Tracie Thoms (V. F. : Ilana Castro) : Kat Miller (dès l'épisode 13, invitée épisodes 8, 9, 10 et 12)

### Acteurs récurrents et invités
- Sarah Joy Brown : Josie Sutton (épisodes 1 à 5)
- Nick Wechsler : Herman "Manny" Jones en 2004/2005 (épisode 2)
- Arlen Escarpeta : Clyde Taylor en 1945 (épisode 4)
- Christina Hendricks : Esther Davis en 1945 (épisode 4)
- Elinor Donahue : Esther Davis en 2005 (épisode 4)
- Jon Huertas : Carlos en 1999/2005 (épisode 6)
- Sarah Jane Morris : Amy Lind en 1999 (épisode 7)
- Megan Follows : Maura Mulvaney / Stanton en 2005 (épisode 9)
- Christine Elise : Sally Garris en 2006 (épisode 11)
- Alona Tal : Sally Garris dans les années 1980 (épisode 11)
- Shannon Woodward : Raquel Montero en 2006 (épisode 12)
- Ben Murphy : Travis Whitman / Weizman (épisode 13)
- Veronica Cartwright : Mary Ryan en 2000/2006 (épisode 14)
- Brennan Elliott : Ray Williams (épisode 14)
- Lela Loren : Anna Castillo en 1998 (épisode 15)
- Shiloh Fernandez : Valentino en 2006 (épisode 16)
- Jeff Perry : Eric Witt en 2006 (épisode 17)
- John Rubinstein : Raphael "Rafe" Gray en 2002/2006 (épisode 18)
- Laura Bell Bundy : Nora McCarthy en 2002/2006 (épisode 18)
- Eric Lange : Lyle en 2002/2006 (épisode 18)
- June Lockhart : Murielle Bartleby en 2006 (épisode 19)
- Sammi Hanratty : Murielle Bartleby en 1928/1929 (épisode 19)
- Allison Miller : Violet Polley en 1928/1929 (épisode 19)
- Meredith Baxter : Ellen Rush (épisode 19)
- Dean Norris : Wayne Nelson en 1994/2006 (épisode 20)
- Peter Graves : Noah Pool / Anton Bikker en 2006 (épisode 21)
- Kenny Johnson : Joseph Shaw en 2005/2006 (épisode 22)
- Mageina Tovah : Crystal Harkersdorf en 2005/2006 (épisode 22)

## Épisodes

### Épisode 1:Tableau de famille
- États-Unis /  Canada : 25 septembre 2005 sur CBS / CTV[1]

- États-Unis : 13,68 millions de téléspectateurs[2] (première diffusion)

- Bahni Turpin (Lindsey Dunlay)
- Robert Curtis Brown (Jered Wyatt)
- Brooke Anne Smith (Claire Tate, 2005)
- Sarah Joy Brown (Josie Sutton)
- Vince Duvall (Bruce Johnson)
- Chuck Hittinger (Jimmy Tate)
- Amy Van Horne (Quinn Ellis, 2005)
- Nathalie Nicole Paulding (Quinn Ellis, 1988)
- Kristin Richardson (Angie Parrington, 2005)
- Cheryl White (Laura Graham)
- Alana Austin (Angie Parrington, 1988)
- Tahmus Rounds (Timmy Horan)

- Always on my mind - Pet Shop Boys
- Under the milky way - The Church
- Velvet & Veil - Girth
- Never let me down - Depeche Mode
- No one is to blame - Howard Jones
- Secret - OMD
- Together forever - Rick Astley
- In your eyes - Peter Gabriel

### Épisode 2:Soirée mortelle
- États-Unis : 2 octobre 2005

- États-Unis : 16,67 millions de téléspectateurs[3] (première diffusion)

- Lindsay Hollister (Laurie Dunne)
- Sarah Joy Brown (Josie Sutton)
- James Immekus (Dirk Bryant)
- Joel McCrary (Malcolm Dunne)
- Pat Skipper (John Avery)
- Nick Wechsler (Herman "Manny" Jones)
- Kristina Sexton (Deirde Miller)
- Veena Bidasha (Naya)
- Elizabeth De Razzo (Shirley)

- Hey ya - Outkast
- Almost - Bowling for Soup
- Sk8er boy - Avril Lavigne
- Raise your hands - PGM
- Here without you - 3 Doors Down
- All flossed out - Cadence Blaze
- Like we do - Kevin Winston
- Run - Snow Patrol
- Talk to you - PGM
- Fallen - Sarah McLachlan

### Épisode 3:Le Tueur d'Halloween
- États-Unis : 9 octobre 2005

- États-Unis : 15,88 millions de téléspectateurs[4] (première diffusion)

- Sarah Joy Brown (Josie Sutton)
- Jonathan Murphy (Angus Bistrong, 1978)
- Hillary Tuck (Vicky Leoni, 1978)
- Kyle Reed (Devon Leoni, 2005)
- Jordan Moser (Devon Leoni, 1978)
- Gareth Williams (Ian McGoran, 2005)
- Mimi Kennedy (Elena Bistrong, 1978/2005)
- Dan Warner (Craig, 2005)
- Tony Daly (Ian McGoran, 1978)
- Caryn West (Vicky McGoran, 2005)
- Dave Power (Craig, 1978)
- Dennis Garber (Alex, 1978/2005)
- Alissa Dean (Donna, 1978)

En 1978, Angus Bistrong, un jeune homme de 21 ans est assassiné devant un cinéma. La police a attribué ce meurtre à Eddie Foster, un fan dérangé du film d'horreur La Nuit des masques, qui avait tué une fille dans le même secteur, la nuit d'avant. Aujourd'hui la mère d'Angus vient voir Lily. Celle-ci déménage et a trouvé une lettre d' Angus adressée à son amie, Vicki, où il la demande en mariage. Quelques mois plus tôt, lui et Vicki ont eu un accident de voiture, lui s'en est sorti mais elle, a fini en chaise roulante. Tout le monde reprochait son handicap à Angus sauf Vicki.
On apprend pourquoi Jeffries est dur avec les chauffards: sa femme est morte dans un accident de voiture et on n'a jamais retrouvé le coupable. 
- Halloween Theme - John Carpenter
- American girl - Tom Petty & The Heartbreakers
- Go your own way - Fleetwood Mac
- Baby come back - Player
- I'll let you sleep - David May
- Bitter lies - Girth
- Come sail away - Styx
- Dream on - Aerosmith

### Épisode 4:La Couleur du mensonge
- États-Unis /  Canada : 16 octobre 2005

- États-Unis : 14,15 millions de téléspectateurs[5] (première diffusion)
- Canada : 1,5 million de téléspectateurs[6] (première diffusion)

- Arlen Escarpeta (Clyde Taylor)
- Sarah Joy Brown (Josie Sutton)
- Beau Billingslea (Willie Dandridge, 2005)
- Ron Dean (en) (Troy Cage, 2005)
- Elinor Donahue (Esther Davis, 2005)
- Christina Hendricks (Esther Davis, 1945)
- Thomas Kopache (Joe "Crumbs" Crumbly, 2005)
- Frank Faucette (Willie Dandridge, 1945)
- Don Wallace (Moody Brown, 1945)
- Hunter Allan (Troy Cage, 1945)
- Ed Bernard (Moody Brown, 2005)
- Mitchell Fink (Tyler Cage)
- Eric Ladin (Joe "Crumbs" Crumbly, 1945)
- Dennis Singletary (Satchel Paige)
- Antonio Todd (Jackie Robinson)
- Kameron Winston-Lucas (Léonard Hughes)

- Baseball boogie - Mabel Scott
- One o'clock jump - Count Basie
- Five guys named moe - Louis Jordan
- Gotta be this or that - Benny Goodman with Jane Harvey
- Candy - Johnny Mercer
- Sentimental journey - Doris Day

### Épisode 5:Vent de folie
- États-Unis : 23 octobre 2005

- États-Unis : 14,95 millions de téléspectateurs[7] (première diffusion)

- Diane Ladd (Zelda Matuzzi, 2005)
- Megan Whyte (l'infirmière Annika Olsen, 1954)
- Lauri Johnson (l'infirmière Annika Olsen, 2005)
- Natasha Gregson Wagner (Carmen Hayes)
- Robin Weigert (Anna Mayes)
- Susan Chuang (Frannie Ching)
- ? (Otis Petrowski, 1954)
- Al Pugliese (Otis Petrowski, 2005)
- Matt Corboy (Terrence Petrowski)
- Rebecca Lowman (Betty Petrowski)
- Katie Chonacas (Claudia Petrowski)
- Billoah Greene (Anton Delarosa, 1954)
- Charles Robinson (Anton Delarosa, 2005)
- Lauren Birkell (Zelda Matuzzi, 1954)

- Sh-boom - The Crew-Cuts
- Bags groove - Thelonious Monk
- Haitian fight song - Charles Mingus
- That's alright, mama - Elvis Presley
- Let up - Abbey Lincoln
- Midnight serenade - Mastersource
- Sold again - Messy
- Cry me a river - Julie London
- Only you - The Platters

### Épisode 6:Le Dernier des cinq
- États-Unis : 6 novembre 2005

- États-Unis : 16,62 millions de téléspectateurs[8] (première diffusion)

- Carl Gilliard (Parks)
- Edwin Hodge (Vaughn Bubley)
- Jack Knight (Fulcrum)
- Jon Huertas (Carlos)
- Andrea De Oliveira (Letecia)
- Rigo Sanchez (Jesus Maldonado)
- Luis Garcia (acteur) (Miguel Maldonado)
- April Grace (Maeve Bubley)
- C.J. Sanders (Patrick Bubley à 9 ans)
- Andre Kinney (Patrick Bubley)
- Dabir Snell (Luther Bubley à 11 ans)
- Mane Andrews (Luther Bubley)
- Ryan Osborne (Quincy Bubley à 13 ans)
- Farley Jackson (Quincy Bubley à 17 ans)

- Changes - 2Pac
- Let the drummer kick - Citizen Cope
- Why does my heart feel so bad? - Moby
- The long day is over - Norah Jones
- Get to know ya - Maxwell
- Faith in you - P.M. Dawn

### Épisode 7:Start-up
- États-Unis /  Canada : 13 novembre 2005

- États-Unis : 17,42 millions de téléspectateurs[9] (première diffusion)
- Canada : 1,561 million de téléspectateurs[10] (première diffusion)

- Richard Cox (Clifton Coleman)
- Valerie Dillman (Alora Lind)
- Sarah Jane Morris (Amy Lind)
- Mark Adair-Rios (Dante Guttierez)
- Rodney Scott (Scott Sawyer)
- Amir Talai (Malvinder Khatani)
- Deborah Van Valkenburgh (Géraldine Wright)
- Robin Weigert (Anna Mayes)
- Lori Lively (Nancy)
- Zach Mills (Taylor)

- You get what you give - New Radicals
- Take a picture - Filter
- Semi-charmed life - Third Eye Blind
- Stick - Runaway Cab
- It's no good - Depeche Mode
- Push it - Garbage
- Sweet surrender - Sarah McLachlan
- Save me - Aimee Mann

### Épisode 8:Prisonniers
- États-Unis /  Canada : 20 novembre 2005

- États-Unis : 17,08 millions de téléspectateurs[11] (première diffusion)
- Canada : 1,706 million de téléspectateurs[12] (première diffusion)

- Skyler Gisondo (Ned Burton, 1973)
- Sara Van Horn (la voisine, 1973)
- Whitney Allen (Janet Burton, 1973)
- John Allsopp (Carl Burton, 1973)
- Brynn Thayer (Janet Burton, 2005)
- Christopher Cousins (Ned Burton, 2005)
- Michael Mantell (Ken Westin, 2005)
- John Dalesandro (Wes Messina, 1973)
- Michael Welch (Daniel Potter, 1973)
- William R. Moses (Daniel Potter, 2005)
- James Handy (Roger Raitt, 2005)
- Rachel Quaintance (Ruth Potter, 1973)
- Tracie Thoms : Kat Miller

- Rocket man - Elton John
- Baby i'ma want you - Bread
- Doctor my eyes - Jackson Browne
- Draggin' the line - Tommy James & the Shondells
- Stranger in a strange land - Leon Russell and The Shelter People
- Rock 'n roll star - Mastersource
- If You Could Read My Mind - Gordon Lightfoot

### Épisode 9:Une journée inoubliable
- États-Unis : 27 novembre 2005

- États-Unis : 19,36 millions de téléspectateurs[13] (première diffusion)

- Tracie Thoms (Kat Miller)
- Meredith Monroe (Cynthia "Cindy" Mulvaney, 1965)
- Maree Cheatham (Nancy Walsh, 2005)
- Megan Follows (Maura Stanton / Mulvaney, 2005)
- Michael Rodrick (Roger Mulvaney)
- Ned Schmidtke (Art Balducci, 2005)
- Charlotte Stewart (Cynthia "Cindy" Mulvaney / Balducci, 2005)
- Jack Betts (Docteur Greggs, 2005)
- Susan Chuang (Frannie Ching)
- Amy Schlagel (Maura Mulvaney, 1965)
- Zoe Schlagel (Vivian Mulvaney)
- Chris Stewart (Art Balducci, 1965)
- Tracy E. Wilson (Nancy Walsh, 1965)
- Olivia Hack (Tiffany, 1965)
- Jessie Jones (Tiffany, 2005)
- Damara Reilly (Mattie, 2005)
- Tuffet Schmelzle (Mattie, 1965)
- Tim Tracy (Docteur Greggs, 1965)

- My Girl - The Temptations
- Come with Me - Opus 1
- I Can't Help Myself (Sugar Pie Honey Bunch) - The Four Tops
- As Tears Go By - Marianne Faithfull
- Where Was My Wedding Dress - Julie Rogers
- Will You Love Me Tomorrow - The Shirelles
- Mr. Tambourine Man - The Byrds
- Catch the Wind - Donovan

### Épisode 10:Au nom du frère
- États-Unis /  Canada : 18 décembre 2005

- États-Unis : 15,22 millions de téléspectateurs[14] (première diffusion)
- Canada : 1,461 million de téléspectateurs[15] (première diffusion)

- Tracie Thoms (Kat Miller)
- James DiStefano (Frank DiCenzio)
- Tommy Savas (Tommy DiCenzio)
- Ramon Franco (Ricardo Munoz)
- Rene L. Moreno (Paolo Munoz)
- Cynthia Frost (Mme Clark)
- Shannon Welles (Mme Edino)
- James Jordan (Nick "Stump" Fanelli)
- Sean Laughlin (Dubitsky)
- Sandra Purpuro (Antonia Difara)
- Eduardo Yáñez (Felix Darosa)
- Casey McCarthy (Gabrielle "Gabby" Weiss)
- Bahni Turpin (Lindsey Dunlay)

- Santa claus is coming to town - Steve Tyrell
- Life is sweet - Natalie Merchant
- If I could be like that - Three Doors Down
- Silver bells - Vonda Shepard
- La calle - Azucar
- Reggaeton latino - Don Omar
- Please come home for christmas - BB King
- Wherever you will go - The Calling

### Épisode 11:Repartir à zéro
- États-Unis /  Canada : 8 janvier 2006

- États-Unis : 15,95 millions de téléspectateurs[16] (première diffusion)
- Canada : 1,506 million de téléspectateurs[17] (première diffusion)

- Steven J. Oliver (Henry Mack)
- Lisa Pescia (May Piercson, 2006)
- Laura Johnson (Rita Heart)
- Shelly Cole (May Piercson, 1980/1981/1987/1988)
- David Parker (Peter "Petey", 2006)
- Zachery Ty Bryan (Peter "Petey", 1980/1982/1985/1988)
- Christine Elise (Sally Garris, 2006)
- Alona Tal (Sally Garris, 1980/1982/1985/1986/1988)
- Allen Cutler (Clem Garris, 1980/1981/1982/1985/1986/1987/1988)

Uniquement des chansons de Bruce Springsteen :
- No surrender
- Bobby Jean
- Brilliant disguise
- Glory days
- I'm on fire
- Drive all night
- Stolen car
- Atlantic city
- One step up

### Épisode 12:Tombé du ciel
- États-Unis : 15 janvier 2006

- États-Unis : 14,6 millions de téléspectateurs[18] (première diffusion)

- Tracie Thoms (Kat Miller)
- Jake Richardson (Trevor Dawson, 1994)
- Nikki Robinson (Dawn Hill, 1994)
- Kristen Ariza (Dawn Hill, 2006)
- Michael Weaver (Boris Litvack, 2006)
- Nicole Dalton (Raquel Montero, 2006)
- Meagen Fay (Mme Dawson, 1994/2006)
- Wesley Thompson (Philip Hill, 1994/2006)
- Evan Arnold (Mr Monti)
- Joe O'Connor (II) (Mr Dawson, 1994/2006)
- Marty Lodge (le proviseur Ellis, 1994)
- Shannon Woodward (Raquel Montero, 1994)
- Max Van Ville (Boris Litvack, 1994)

- Come out and play - The Offsprings
- Opener - 8 MM
- Vasoline - Stone Temple Pilots
- Tantrum - AM Vibe
- No excuses - Alice in Chains
- Anna begins - Counting Crows
- Today - Smashing Pumpkins
- Landslide - Smashing Pumpkins

### Épisode 13:Le Bal des débutantes
- États-Unis /  Canada : 29 janvier 2006

- États-Unis : 16,50 millions de téléspectateurs[19] (première diffusion)
- Canada : 1,949 million de téléspectateurs[20] (première diffusion)

- Josh Janowicz (Chip, 1968)
- Elizabeth Hendrickson (Emma Elizabeth Vine, 1968)
- Ben Murphy (Travis Whitman / Weizman, 2006)
- Charlie Koznick (Travis Whitman / Weizman, 1968)
- Priscilla Pointer (Lillian Vine, 2006)
- Tina Morasco (Irene Rigley, 1968)
- Valerie Wildman (Landon Antoinette Rigley, 2006)
- Kelly Miller (Lillian Vine, 1968)
- Julie Mond (Landon Antoinette Rigley, 1968)
- Tom Virtue (Matthew Rigley, 1968)
- Sarah Shelton (Sloane Kenney, 2006)
- Holly Lynch (Sloane Kenney, 1968)
- Warren Sweeney (M.C, 1968)

- Hooked on a Feeling - B. J. Thomas
- Daydream Believer - The Monkees
- Beautiful People - Melanie
- A Beautiful Morning - The Rascals
- The Waltz from Sleeping Beauty - Piotr Ilitch Tchaïkovski
- Air on the G String - Johann Sebastian Bach
- Danny's Waltz - Mastersource
- Magic Carpet Ride - Steppenwolf
- Moon River - Henry Mancini

### Épisode 14:Sous le masque
- États-Unis : 26 février 2006

- États-Unis : 14,56 millions de téléspectateurs[21] (première diffusion)

- Tina Holmes (Roween Ryan)
- Veronica Cartwright (Mary Ryan)
- Brennan Elliott (Ray Williams)
- George Tasudis (Ivan Fonseca)
- Kate Levering (Darla Dunaway)
- Shana Sosin (Terri Ryan)
- Eddie Driscoll (Rick Carver)
- Jeremy Davidson (acteur) (Julius Carver)
- Paul Schulze (Phil Jorgensen)

- Baby did a bad bad thing - Chris Isaak
- Cowboy take me away - Dixie Chicks
- Nothing but your lovin' will do - Jo Linder
- Meet Virginia - Train
- Wonderful - Everclear
- Breathe - Faith Hill
- All we ever find - Tim McGraw and the Dancehall Doctors
- I hope you dance - Lee Ann Womack

### Épisode 15:Brebis égarées
- États-Unis /  Canada : 12 mars 2006

- États-Unis : 15,05 millions de téléspectateurs[22] (première diffusion)
- Canada : 1,489 million de téléspectateurs[23] (première diffusion)

- Benjamin Benitez (Hector)
- Alex Fernandez (Père Peralta)
- Marco Rodriguez (Manny Fernandez)
- Ana Mercedes (Delia Morales)
- Gonzalo Menendez (Ramiro Cortez)
- Marisol Ramirez (Cecilia "Ceci")
- Lela Loren (Anna Castillo)
- Jaysea Gari (Eva)

- Teardrop - Massive Attack
- Mad About You - Hooverphonic
- Grin-Gosano - Control Machete
- Let Me See - Morcheeba
- Comprendes Mendez? - Control Machete
- Life in Mono - Mono
- Return to Innocence - Enigma

### Épisode 16:Immortels
- États-Unis : 19 mars 2006

- États-Unis : 14,62 millions de téléspectateurs[24] (première diffusion)

- Željko Ivanek (John Harding "John Doe", 2006)
- Anne Gee Byrd (Mme. Jablonski, 2006)
- Tim Haldeman (Ed Jablonski, 1980)
- Taylor Handley (Steve Jablonski)
- Scott Vickaryous (John Harding "John Doe", 1980)
- Cole Williams (Justin Bradley)
- Rosemary Alexander (Mme. Harding)
- Hallock Beals (John Harding "John Doe", 1968)
- Shiloh Fernandez (Valentino)
- Jolene Hjerleid (Mme. Jablonski, 1980)
- Tom Wagner (Ed Jablonski, 2006)

- Take the long way home - Supertramp
- Atomic - Blondie
- Wintertime - Steve Miller
- Precious - Depeche Mode
- Long cold silence - Messy Music
- You And Me - Lifehouse

### Épisode 17:Championne
- États-Unis : 26 mars 2006

- États-Unis : 14,64 millions de téléspectateurs[25] (première diffusion)

- Mel Harris (Grace Anderson, 2006)
- Bre Blair (Grace Anderson, 1973)
- George Coe (Bill Simmons, 2006)
- Colleen Flynn (Emily Simmons, 2006)
- John Getz (Bill Simmons, 1973)
- Jeff Perry (Eric Witt, 2006)
- Nina Siemaszko (Julie Véra)
- Pepper Sweeney (Fritz Adams, 2006)
- Thomas F. Wilson (Arnold Brown)
- Alicia Ziegler (Andy Simmons)
- Sam Murphy (Eric Witt, 1973)
- Erik Eidem (Fritz Adams, 1973)
- Haleigh Hurst (Emily Simmons, 1973)
- Lizzie Peet (Susan, 1973)
- Virginia Morris (Susan, 2006)

En 1973, la joueuse de tennis universitaire de 18 ans, Andy Simmons dispute un match contre Fritz Adams, le champion de l'équipe masculine. Ce match est une reconstitution de la bataille des sexes qui avait opposés Billie Jean King à Bobby Riggs. Tout comme Billie, Andy gagne le match. Elle est découverte quelques heures plus tard morte étranglée dans sa chambre. On a suspecté Fritz mais on n'a jamais pu le prouver. Aujourd'hui, Emily, la sœur d'Andy vient voir Lily. Elle a découvert la serviette d'Andy, recouverte de nitrate de sodium, un produit mortel à haute dose. Qui en voulait à Andy? La famille attend depuis 33 ans la résolution de ce meurtre.
- I am woman - Helen Reddy
- I feel the earth move - Carole King
- You're so vain - Carly Simon
- Believe in humanity - Carole King
- Ooh child - The Five Stairsteps
- Dancing in the moonlight - Van Morrison
- Lonely people - America
- Your song - Elton John

### Épisode 18:La Vie est un cabaret
- États-Unis : 2 avril 2006

- États-Unis : 12,27 millions de téléspectateurs[26] (première diffusion)

- John Rubinstein (Rafe Gray, 2002/2006)
- Adam Pascal (Dennis Hofferman)
- Cameron Covell (Un jeune homme)
- Donna Pieroni (Robin)
- Timilee Romolini (Gloria Hill, 2002/2006)
- Judi Barton (Della Gardner)
- Eric Lange (Lyle, 2002/2006)
- Laura Bell Bundy (Nora McCarthy, 2002/2006)

Uniquement des chansons de John Kander and Fred Ebb :
- Willkommen
- Mein Herr
- Don't tell mama
- Perfectly Marvelous
- Maybe this time
- Married
- If you could see her
- Tomorrow belongs To Me
- Maybe this time/cabaret

### Épisode 19:Rêves et désillusions
- États-Unis : 9 avril 2006

- États-Unis : 13,22 millions de téléspectateurs[27] (première diffusion)

- June Lockhart (Murielle Bartleby, 2006)
- Tommy Dewey (Nick Bartleby)
- Emily Kosloski (Carméla LaFleur)
- Nick Spano (Felix Spyczyk)
- Michael Clayton McCarthy (Mickey Stein Junior, Mickey Stein Sénior)
- Gena Shaw (Aimée Goodman)
- Cordelia Reynolds (Ginger Swensen)
- Allison Miller (Violet Polley)
- Shelley Robertson (Léna)
- Meredith Baxter (Ellen Rush)
- H. Richard Greene (Daniel Spyczyk)
- Sammi Hanratty (Murielle Bartleby, 1929)
- Jeff Newburg (Jeb Shiner)
- Greg Travis (en) (Jackie)

- Charleston - Paul Whiteman and his Orchestra
- Heebie Jeebies - Louis Armstrong & His Hot Five
- 300 flowers - Liz Garcia
- Secondhand Rose - Fanny Brice
- You stole my man - Ida Cox
- Writing on the wall - Five Alarm
- True blue lou - Ethel Waters
- The Wait - Chris Isaak

### Épisode 20:Compte à rebours
- États-Unis : 16 avril 2006

- États-Unis : 13,64 millions de téléspectateurs[28] (première diffusion)

- Michael Jace (André Tibbs)
- Dean Norris (Wayne Nelson)
- Eddie Bowz (Mike Lange)
- Thomas Calabro (ADA William Danner)
- Cameron Goodman (Kate Lange)
- Samantha Quan (Barbie Yen, 2006)
- Lori Rom (Grace)
- Michael Cavalieri (Joey Norman)
- Chihye Chung (Barbie Yen, 1994)
- Stacy Hall (Cooper, le gardien)
- Weston Nathanson (Warden)

- Shine - Collective Soul
- This ain't living - G. Love and Special Sauce
- Come undone - Duran Duran
- I know - Dionne Farris
- Mmm Mmm Mmm Mmm - Crash Test Dummies
- Satellite - Dave Matthews Band
- Hallelujah - John Cale

### Épisode 21:Sur la voie
- États-Unis : 30 avril 2006

- États-Unis : 14,10 millions de téléspectateurs[29] (première diffusion)

- Todd Babcock (Anton Bikker "Noah Pool", 1945)
- K. Callan (Helen Russell, 2006)
- Michael Cavanaugh (David Pool, 2006)
- Rodney Eastman (Arthur Pool)
- James Greene (Davis "Birdie" Birdsol, 2006)
- Michelle Harrison (Lorenna Kinney)
- Justin Scot (Davis "Birdie" Birdsol, 1945)
- Steve Vinovich (McDuff)
- Peter Graves (Anton Bikker "Noah Pool", 2006)
- Eve Brenner (Johanna Hoffman, 2006)
- Aran Cravey (Helen Russell, 1945)
- Bob Pescovitz (Tommy Gillis)
- Garrett Ryan (David Pool, 1945)
- Carolyn States (Johanna Hoffman, 1945)

- Ac-cent-tchu-ate the positive - Johnny Mercer
- You always hurt the one you love - The Mills Brothers
- It could happen to you - Jo Stafford

### Épisode 22:Dernière mise
- États-Unis /  Canada : 7 mai 2006

- États-Unis : 14,61 millions de téléspectateurs[30] (première diffusion)
- Canada : 1,603 million de téléspectateurs[31] (première diffusion)

- V.J. Foster (Cyrus Tisdale)
- Stacy Haiduk (Anne Bowen, 1984)
- Eamonn Roche (Docteur Seth Garvey, 1984)
- Mark Tymchyshyn (Docteur Seth Garvey, 2006)
- Emmanuel Xuereb (Docteur Grant Bowen)
- Garette Henson (Docteur Jason Bowen, 1984)
- Rende Rae Norman (Anne Bowen, 2006)
- Tonya Pinkins (Dina Miller)
- T.E.Russell (ADA David Cage)
- Suzanne Whang (Mme. Lee, 1984)
- Brielle Bourgeois (Véronica Miller)
- Kevin Brief (Sidney Graber)
- Jason Chanos (Docteur Jason Bowen, 2006)
- Christopher Goodson (Bob)
- Alice Lo (Mme Lee, 2006)
- Brent Schindele (Waiter, 1984)
- Licia Shearer (Edwina Davis)
- ? (Sarah Graber)

- Holding out for a hero - Bonnie Tyler
- Think i'm in love - Eddie Money
- Rebel yell - Billy Idol
- Drive - The Cars
- Blasphemous rumors - Depeche Mode
- Mercy street - Peter Gabriel
- Only time will tell - Asia

### Épisode 23:Joseph
- États-Unis /  Canada : 21 mai 2006

- États-Unis : 13,09 millions de téléspectateurs[32] (première diffusion)
- Canada : 1,195 million de téléspectateurs[33] (première diffusion)

- Kenneth Allen Johnson (Joseph Shaw)
- Dale Dickey (Reba Dautry)
- Mageina Tovah (Crystal Hakersdorf)
- Steven Grayhm (Corey Lewis)
- Susan Walters (Jane Robinson)
- Sam Anderson (Ted Robinson)

En 2005, Joseph Show, l'un des moniteurs d'un centre de désintoxication est abattu par un fusil de chasse en plein visage au point d'être défiguré. Quelques mois plus tôt, Orlando Diaz, un ado patient du centre a été assassiné par Corey Lewis, un autre ado et patient. Joseph a été témoin mais s'est fait abattre avant de témoigner contre Corey. Aujourd'hui, quelqu'un vient d'utiliser la carte de crédit de Joseph et l'enquête est repartie. 
- Float On - Modest Mouse
- Munich - Editors
- Somewhere only we know - Keane
- Save me - Unwritten Law
- The reason - Hoobastank
- Jerk it out - Caesars
- Collide - Howie Day